# Lorenzo Robitaille
Pour l’article homonyme, voir Robitaille.
Lorenzo Robitaille (27 mai 1882-14 août 1952) fut un industriel et homme politique fédéral du Québec.
Né à Québec, M. Robitaille étudia au Collège du Mont Saint-Louis de Montréal. Il devint ensuite partenaire, avec son père, dans l'opération d'une distillerie  située à Québec. Il fut aussi choisi pour devenir le secrétaire de l'Association des manufacturiers de la province de Québec.
Élu député libéral indépendant dans la circonscription fédérale du Comté de Québec lors de l'élection partielle de 1906, il fut défait en 1908 par le libéral Joseph-Pierre Turcotte.